# ݴ
ʾAlif petit chiffre trois suscrit ‹ ݴ › est une lettre additionnelle de l’alphabet arabe utilisée dans l’écriture du bourouchaski. Elle est composée d’un ʾalif ‹ ا › diacrité d’un petit chiffre trois ‹ ۳ › suscrit.

## Utilisation
En bourouchaski, ‹ ݴ › représente une voyelle ouverte antérieure non arrondie [a] longue avec un ton bas-montant.